# Bloc ouvrier et paysan
Pour les articles homonymes, voir BOC.
Le Bloc ouvrier et paysan (en catalan : Bloc Obrer i Camperol, en espagnol : Bloque Obrero y Campesino, BOC) était un parti communiste anti-stalinien créé en Espagne en 1931 par des dissidents communistes, et dirigé par Joaquín Maurín. 
Le Bloc ouvrier et paysan était membre de l'Opposition communiste internationale. 
Il publiait le journal La Batalla. 
En 1935, le BOC fusionne avec le parti Gauche communiste d'Espagne dirigé par Andreu Nin afin de former le Parti ouvrier d'unification marxiste (POUM).